# Manolo Fortich
Manolo Fortich est une municipalité de la province de Bukidnon, située dans la région de Mindanao du Nord aux Philippines.